# Nilay Benli
Nilay Benli Karaağaç (Smirne, 24 ottobre 1985) è una pallavolista turca.
Gioca nel ruolo di palleggiatrice nel Galatasaray.

## Palmarès

### Club
- Campionato mondiale per club: 2

2015, 2016
- Champions League: 2

2010-11, 2014-15
- Coppa CEV: 1

2013-14